# Mance Rayder
Mance Rayder es un personaje ficticio de la saga de libros Canción de Hielo y Fuego, siendo el Rey-más-allá-del-Muro para el Pueblo Libre y anteriormente hermano juramentado de la Guardia de la Noche. Es interpretado por el actor Ciarán Hinds en la adaptación televisiva Juego de Tronos de HBO.

## Concepción y diseño
Mance Rayder fue concebido como un hombre de mediana edad, la cara curtida y con arrugas en las comisuras de los labios cuando ríe. Su cabello era castaño en su juventud, pero con el tiempo acabó volviéndose completamente gris.
Rayder es probablemente un hombre muy fuerte, ya que logró vencer a Jon Nieve con asombrosa rapidez usando un mandoble. Mance portaba una cota negra, pantalones de piel y una capa con tiras de tela roja.

## Historia

### Antes de la saga
Mance fue hijo de una salvaje y un miembro de la Guardia de la Noche. Sirvió en el Muro como un miembro más hasta que durante una exploración quedó herido. Fue curado por una salvaje que remendó su capa con tiras de tela roja. Cuando regresó al Muro, quisieron que cambiase esa capa por una completamente negra, típica de la Guardia; debido a esa falta de libertad personal, Mance desertó para vivir la vida como él quisiera.

### Juego de Tronos
Antes de que se conociera su existencia, Mance visitó Invernalia disfrazado de músico durante la estancia del rey Robert Baratheon. Pasó totalmente desapercibido para Eddard Stark y Benjen Stark.

### Tormenta de espadas
Mediante métodos desconocidos, Mance logró unificar a las numerosas tribus salvajes y fue conocido como el Rey-más-allá-del-Muro. La intención de Mance era invadir los Siete Reinos. Jon Nieve, un miembro de la Guardia, conoce a Mance y se hace pasar por desertor para poder enterarse de sus planes. Mance le dijo que su intención no era destruir el Muro sino huir de los Otros. Finalmente, las fuerzas de Mance (que sumaban alrededor de 250 000 hombres incluyendo a los no combatientes) atacaron el Muro, pero fueron rechazados por los escasos miembros de la Guardia y por los ejércitos de Stannis Baratheon. Al mismo tiempo que se producía la batalla, la mujer de Mance, Dalla, daba a luz a un hijo, pero ella muere durante el parto.

### Festín de cuervos.
Jon Nieve y Samwell Tarly pactan llevarse al hijo de Mance lejos del Muro ya que Melisandre consideraba que el título de Rey-Más-allá-del-Muro podía considerarse como linaje real. La sacerdotisa roja estaba buscando un niño con sangre real para sacrificarlo.

### Danza de dragones
Capturado, Mance es quemado por Melisandre, pero pronto se descubre que en realidad Mance ha adoptado la apariencia de Casaca de Matraca y es el propio Casaca de Matraca con la apariencia de Mance el que ha sido ejecutado. Mance es entonces enviado a Invernalia para rescatar a Arya Stark que está en manos de Ramsay Bolton. A la vez, su hijo recién nacido era enviado hacia Antigua junto a Samwell Tarly por orden del Lord Comandante Jon Nieve para alejarlo de Melisandre.
Mance y un grupo de mujeres llegan a Invernalia y logran rescatar a Jeyne Poole (que se hacía pasar por Arya Stark) y a Theon Greyjoy, su acompañante. Posteriormente, en una carta que Ramsay envía a Jon Nieve, menciona que ha capturado a Mance y a las mujeres.

## Adaptación televisiva
El personaje de Mance Rayder fue llevado a la serie protagonizado por el actor Ciarán Hinds. Durante la serie, solo aparece en 5 capítulos, su primera aparición Valar Dohaeris (2013) y su última Las guerras venideras (2015). 
En la serie de HBO encontramos diversos cambios con la historia del personaje literario. En la serie no se menciona a su mujer Dalla ni a su hijo. Además en la serie se conoce que está muerto, a diferencia de los libros, en el que su paradero es desconocido. Al conocer la forma en la que moría Mance Rayder, Hinds procuró representar la fuerza de Mance hasta el final, pero textualmente dijo el autor: "ser asado vivo es una de las cosas más dolorosas del mundo"